# Biohazard
A Biohazard együttes 1987-ben alakult a New York-i Brooklyn kerületben. Zenéjükben a metal-, hardcore-elemekkel vegyítik a hiphop elemeit. Magyarországon három alkalommal jártak, először a Dog Eat Doggal és a Downsettel 1995. június 26-án, majd 1997.március 9-én, és 2003. május 13-án pedig a Calibannal és a Terrorral.

## Története
Kezdetben a következő volt a felállás: Evan Seinfeld basszusgitár+vokál, Billy Graziadei gitár+vokál, Bobby Hambel gitár, Danny Schuler dob. Úgy érezték, hogy nekik annyira rossz ott Brooklynban, hogy rosszabb már nem is lehetne a bandaháborúk, drog stb. miatt, de miután megjelent első nagy lemezük 1990-ben, és elkezdték járni a világot, rájöttek, hogy az általuk fontosnak tartott problémák igen csak jelen vannak a föld más részein is. Létrehozták a Down For Life égisze alatt a rajongói klubjukat, ahova a világ minden részéről be lehet lépni. Bobby Hambelt időközben lecserélték, több váltás után Carmine Vincent van a szólógitár poszton.
Mindenképpen el kell mondani róluk, hogy mindig is sokat tettek azért, hogy legyen összetartás a zenekarok között, és segítették a tehetséges, fejlődő zenekarokat.
Az elején túl kicsi volt a kiadójuk, az nem volt képes megfelelő reklámot biztosítani az első albumuknak, utána az Onyxszal közösen készítettek egy számot (Judgement Night), aminek hatására felfigyelt rájuk a Warner Brothers és kiadta legsikeresebb albumukat a "State of the World Address"-t, ezután váltak meg Bobby Hambeltől és hárman vették fel következő albumukat, a "Mata Leao"-t. Ezt sokan kritizálták, hogy milyen gyenge. Ezután bevették Rob Echeverriát a Helmetből és vele felvették első koncertalbumukat, a "No Holds Barred"-et, ezután kiadót váltottak, mert sokat húzott róluk a Warner Brothers, és leszerződtek a Mercury Recordshoz, ahol kiadták a "New World Disorder" című albumukat Ez helyrebillentette őket anyagilag, és erkölcsileg is, mivel elég jó kritikákat kapott, de érthetetlen okokból elhagyták a kiadójukat. Ezután több kiadónál is próbálkoztak, de senki sem felelt meg, így a zenekar életével játszva töltöttek el egy-két évet, miközben kiadó és menedzser nélkül belevágtak egy európai–japán turnéba. A világ körüli turné után próbálták összeszedni magukat és kiadták a "Tales From The B-side" című albumukat. Ezután kilépett a zenekarból Rob Echeveria és belépett Leo Curley. Ezen idő során Evan bekerült egy börtönsorozatba, amit az HBO-n vetítettek.
Billynek voltak triphopos törekvései, és tagja is volt egy BLU nevű formációnak, Jeni Bairrel együtt. Ezután kiadtak egy válogatást Tales from the Hardside néven. Danny belépett egy másik New York-i zenekarba, az Among Thievesbe, ahol ő váltotta Will Sheplert (Agnostic Front, Madball).
Mindeközben Billy és Danny létrehozta a régi stúdiójukból a Rat Piss Studiót, ami a kor követelményeinek megfelelően digitális eszközökkel volt felszerelve és elkezdtek helyi zenekarokat támogatni, demókat vettek fel, azután 2001 szeptemberében kiadták következő albumukat az "Uncivilization"-t, amin rengeteg vendég szerepelt, pár híresebb: Roger Miret (Agnostic Front), Jamie Jasta (Hatebreed), Phil Anselmo (Pantera, Down, Super Joint Ritual), Corey Taylor (Slipknot). Ezután kivált Leo Curley, mert nem szerette, hogy elvárják tőle, hogy úgy játsszon, mint Bobby Hambel, ezért jelenleg Carmine Vincent játszik az ő helyén, aki eddig roadie-ként szerepelt a Biohazard-stábban. Vele vették fel az "Kill Or Be Killed" című albumot.
2005-ben készítették utolsó albumukat a "Means to an End"-et, ami méltó befejezése a zenekarnak, sajnos úgy tűnik belefáradtak egymás társaságába, és nagyobb a széthúzás jelenleg a tagok között, mint az összetartás. Ezt tetézte az utolsó album készítésének problémája is. A probléma a teljes album megsemmisüléséből fakadt, mivel törlődött minden, az albumot tároló vincseszterről, és kezdhették elölről, még nagyobb erőbedobással, most már abszolút jogosan agresszíven a felvételeket. Billy jelenleg az új zenekarával dolgozik a Suicide Cityvel, eközben dolgozik az UndergroundSound Studiosban, amit Dannyvel hoztak össze az utóbbi években New Jerseyben.
A zenekar megalakulásának 20. évfordulóján, 2008-ban az eredeti felállásban újjáalakult.

## Tagok
Jelenlegi felállás
- Billy Graziadei – ének, ritmusgitár (1987-2005, 2008-napjainkig)
- Evan Seinfeld – ének, basszusgitár (1987-2005, 2008-2011, 2022-napjainkig)
- Bobby Hambel – szólógitár (1987-1995, 2008-napjainkig)
- Danny Schuler – dobok (1988-2005, 2008-napjainkig)

Korábbi tagok
- Scott Roberts – szólógitár (2002-2005) basszusgitár (2011-2016)
- Anthony Meo – dobok (1987-1988)
- Rob Echeverria – szólógitár (1996-2000)
- Leo Curley – szólógitár (2000-2002)
- Carmine Vincent – szólógitár (2002)

## Diszkográfia
Stúdióalbumok
- Biohazard (1990)
- Urban Discipline (1992)
- State of the World Address (1994)
- Mata Leao (1996)
- New World Disorder (1999)
- Uncivilization (2001)
- Kill or Be Killed (2003)
- Means to an End (2005)
- Reborn in Defiance (2011)

Koncertlemezek
- No Holds Barred: Live in Europe (1997)
- Live in San Francisco (2007) [CD/DVD]

Egyéb kiadványok
- Judgment Night (1994) – filmzenealbum
- Tales from the B-side (2001) – válogatásalbum